# Eutrichota impolita
Eutrichota impolita är en tvåvingeart som först beskrevs av Huckett 1951.  Eutrichota impolita ingår i släktet Eutrichota och familjen blomsterflugor. Inga underarter finns listade i Catalogue of Life.